# 格里斯试验
格里斯試驗（英語：Griess test）是一種分析化學試驗，用来检测溶液中亚硝酸根离子的存在。它最重要的用途包括检测饮用水中的亞硝酸鹽。格里斯試劑所進行的格里斯重氮化反应最早是在1858年由彼得·格里斯所發表。该試驗还广泛用于检测硝酸盐，其是炸药的常见成分，因为它们可以被还原为亚硝酸盐并由格里斯試驗所检测。

## 方法
在使用格里斯試劑處理含亞硝酸鹽的樣品後，透過產生粉紅色來檢測和分析亞硝酸鹽，該試劑由酸性溶液中的兩種成分組成：苯胺衍生物和偶聯劑。最常見的試劑使用磺胺和N-(1-萘基)乙二胺：典型的商用格里斯試劑含有0.2% N-(1-萘基)乙二胺二鹽酸鹽和2%磺胺，溶於5%磷酸中。
格里斯試驗涉及兩個連鎖反應。當加入磺胺時，亞硝酸根離子在格里斯重氮化反應中反應形成重氮鹽，接著與N-(1-萘基)乙二胺在偶氮偶合反應中反應，形成粉紅色到紫紅色的偶氮染料。
使用分光光度計測量其在540nm處的吸光度，可定量亞硝酸鹽濃度。格里斯試驗的檢測限度通常在0.02-2μM之間，具體取決於格里斯試劑中使用的特定成分。

## 取證
該試驗在法醫學中使用多年，用於檢測硝化甘油的痕跡。氫氧化鈉用於分解含有硝酸甘油的樣品以產生亞硝酸根離子。
將樣品用乙醚萃取並將其分成兩個碗。在第一個碗中加入氫氧化鈉，然後加入格里斯試劑；如果溶液在十秒內變成粉紅色，則表明其中存在亞硝酸鹽。如果在僅向第二個碗中加入格里斯試劑後溶液仍然澄清，則測試為陽性。